# Juan de Eppes
Juan de Eppes, también llamado Juan de Aps o Juan de Rummen, (1188 - † Dinant, 1 de abril de 1238) fue príncipe-obispo del principado de Lieja de 1229 a 1238.

## Biografía
Juan era hijo de Guillermo II de Eppes, primo del emperador Federico II del Sacro Imperio Romano Germánico por su abuela Clemencia de Rethel, y por tanto sobrino de Hugo de Pierrepont. Juan, originario de la región de Laon fue el segundo de una serie de nobles franceses que ocuparon la sede de Lieja de 1200 a 1248.
Desde joven, su tío Hugo protegió su carrera. En 1202, a la edad de catorce años ya hizo nombrarlo preboste del capítulo de la catedral de san Lamberto (Lieja), en 1207 del capítulo de san Pablo de la misma ciudad y coadjutor en 1216. El 24 de mayo de 1229 el capítulo le eligió príncipe-obispo por unanimidad. El 23 de marzo de 1230 fue ordenado sacerdote, y al día siguiente el arzobispo de Reims le ordenó obispo en la iglesia de san Teodar de Thuin.

## Política religiosa
Durante toda su vida fue partidario de las órdenes monásticas, y particularmente de la cisterciense. Creó la abadía del Molino en Lieja, un monasterio de dominicos. Su abadía preferida era la abadía de Val Saint-Lambert de Seraing. En Beaufays había un monasterio en el que convivían clérigos y monjas. En 1235 de Eppes ordenó que las monjas debían establecerse en el refugio del monasterio de Vivegnis, y que los clérigos debían quedarse solos en Beaufays.

## Política militar

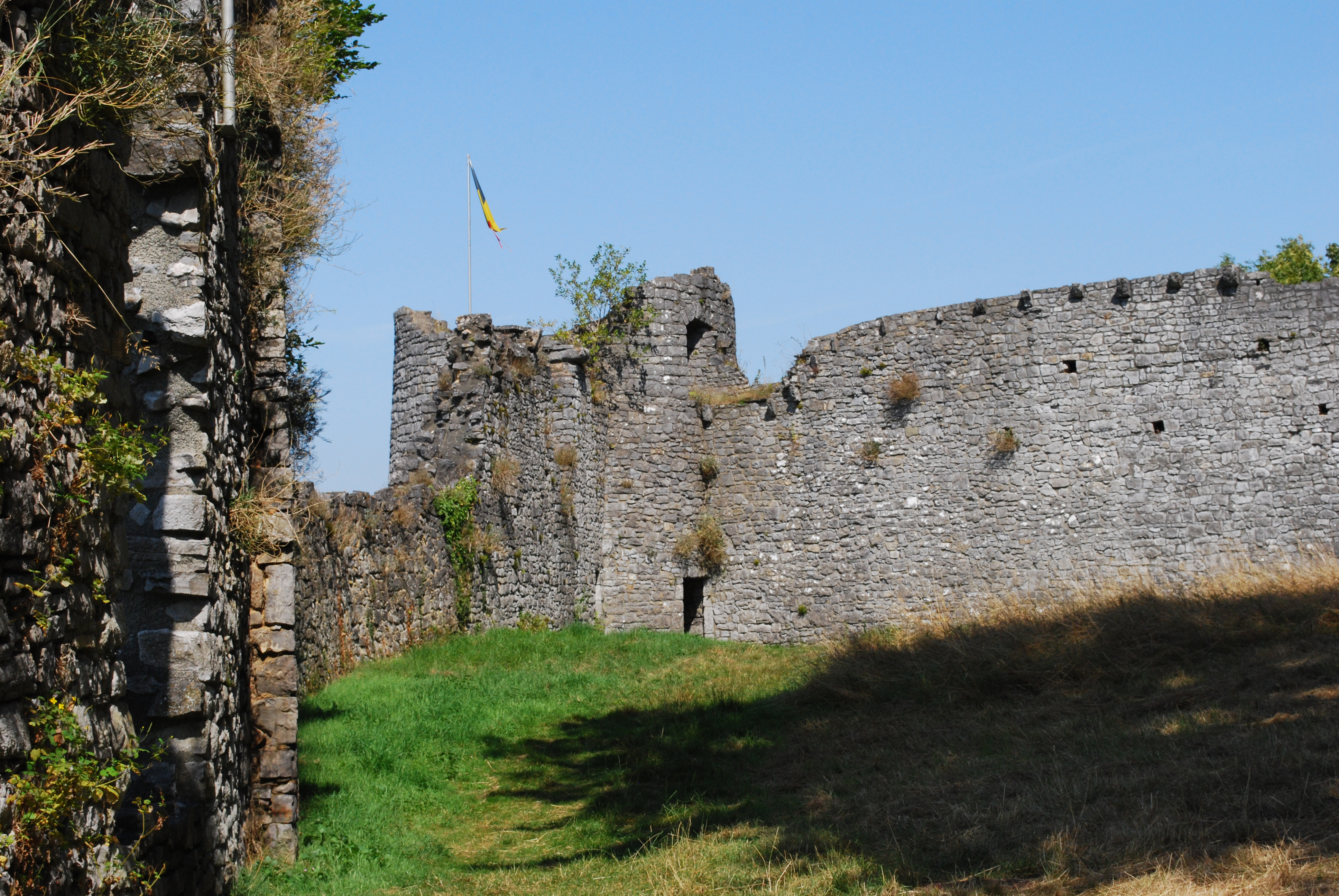
Ruinas del castillo de Poilvache (Yvoir, Bélgica).

Poco después de su elección comenzó un conflicto con una coalición de ciudades, y más tarde con Enrique VII, teniendo que huir a Huy con el legado del papa Gregorio IX. Después de la reconciliación entre el papa y Enrique VII, de Eppes generó un conflicto sobre el impuesto de los bienes de consumo con el capítulo de san Lamberto.
Uno posterior conflicto por las tierras de las prebosterías de Gesves y de Assesse le enfrentó a Walero III, hermano de Enrique IV, duque de Limburgo. Walero devastó el feudo de Theux, y Juan de Eppes respondió; después de una tregua poco respetada, el conflicto continuó en 1238 cuando de Eppes sitió el castillo de Poilvache, cerca de Yvoir, en el que su rival se había refugiado. Cogió una enfermedad grave y murió durante el asedio el 1 de abril. Le enterraron en la abadía de Val san Lamberto. Aunque él había pedido que sus restos fueran trasladados a la catedral de san Lamberto (Lieja), la sepultura en la catedral permaneció vacía hasta 1344, cuando fue ocupada por el príncipe-obispo Adolfo de La Mark.

### Citas
1. ↑  Jacques Stiennon (redacción) & Joseph Deckers (1991). Vie culturelle, artistique et religieuxe du VII au XV siècle, Histoire de Liège (en francés). Toulouse: Privat. p. 121. ISBN 2-7089-4724-9.
2. ↑  d'Orval, Gilles. Annales Laubienses y Gesta episcoporum (en francés).
3. ↑  Grandgagnage, Francois Charles (1845). Bouille, Histoire de la ville et du pays de Liège, regne d'Alberon, Wallonnades (en francés). Consultado el 23 de marzo de 2014. «Citado en liegecitations».
4. ↑  Lecomte, François (1991).  Commission d'Histoire, ed. Regestes des Actes de Jean d’Eppes, prince-évêque de Liège, 1229-1238, Regestes des Actes des Princes belges, XLV (en francés). Bruselas.